# Dick Sutton
Pour les articles homonymes, voir Sutton.
Richard Edward Victor Sutton  (31 mars 1901 - 1982) est un homme politique provincial canadien de l'Ontario.

## Biographie
Né à Lindsay dans la région du Lacs Kawartha en Ontario, Sutton marie Margherita May Hogdson (1900-1985) dont trois membres de sa famille, Ronald Glen Hodgson (en), Louis Hodgson et Chris Hodgson (en), furent également membres de l'Assemblée législative de l'Ontario.

## Politique
Élu député progressiste-conservateur de la nouvelle circonscription de York—Scarborough en 1955, il sera réélu en 1959. Durant ses deux mandats, la population de la circonscription augmente si considérablement que celle-ci est divisée en quatre nouvelles circonscriptions pour les élections de 1963, élection à laquelle Sutton ne se représentera pas.
Sutton ne servit jamais dans les cabinets des premiers ministres Leslie Frost et John Robarts, mais siégea sur plusieurs comités en lien avec les affaires municipales, l'agriculture et l'éducation.